# 낙동 분기점
낙동 분기점(洛東分岐點, Nakdong Junction, 낙동JC)은 경상북도 상주시 낙동면 상촌리와 승곡리, 그리고 내곡리에 걸쳐 설치된 서산영덕고속도로와 중부내륙고속도로, 영천상주고속도로가 만나는 분기점이자 영천상주고속도로의 종점이다. 이 분기점부터 상주 분기점까지의 구간은 서산영덕고속도로와 영천상주고속도로가 중첩된다.

## 연혁
- 1999년 4월 21일 : 2001년까지 분기점 신설을 위해 경상북도 상주시 낙동면 내곡리 ~ 유곡리 2.07km 구간 도로구역 변경[1]
- 2007년 11월 28일 : 당진상주고속도로 청원 ~ 상주 구간 개통과 함께 통행 개시[2]
- 2012년 4월 4일 : 상주영천고속도로 신설로 인해 상주시 도시계획시설 교통광장 면적 변경[3]
- 2014년 12월 17일 : 서산영덕고속도로와 상주영천고속도로가 중복되는 구간을 왕복 4차로에서 6차로로 변경하기 위해 상주시 도시계획시설 교통광장 면적 변경[4]
- 2016년 12월 23일 : 잔여 램프 개통일을 12월 26일로 연기[5]
- 2016년 12월 26일 : 서산영덕고속도로 상주 ~ 영덕 구간 개통과 함께 잔여 램프 통행 개시[6]

## 구조물 정보
직결램프가 포함된 클로버형 입체 교차로이며 중부내륙고속도로 양평 방향에서 서산영덕고속도로 청주 방향으로 이어지는 램프가 직결형이다.
- 위치: 경상북도 상주시 낙동면 상촌리, 승곡리, 유곡리, 내곡리

## 접속하는 노선

### 서산방면
- 서산영덕고속도로 (24번)

### 영덕・영천방면
- 서산영덕고속도로 (24번), 영천상주고속도로 (중첩구간)

### 창원・양평방면
- 중부내륙고속도로 (15번)

## 교통량 정보
원톨링 시스템에 의해 집계된 영천상주고속도로를 통과한 차량 기준이다.
| 요금소              | 통행량 (대/일) | 통행량 (대/일) | 통행량 (대/일) | 각주  |
| 요금소              | 2017년         | 2018년         | 2019년         | 각주  |
| ------------------- | -------------- | -------------- | -------------- | ----- |
| 낙동분기점 (폐쇄식) | 7,302          | 7,479          | 8,597          | [ 7 ] |